# Григорій Косар
Григо́рій Коса́р (англ. Grigoriy Kosar, пол. Grzegorz Kosar, тур. Gregory Koşar; 19 березня 1867, с. Пакошівка Сяноцького повіту — 19 жовтня 1918, с. Бужок, нині Золочівського району Львівської області) — священник УГКЦ, приклад жертвенного служіння душпастиря в часи лихоліття Першої світової війни та епідемії «іспанки».
Збором матеріалів про його жертвенне життя займається Місія постуляційний центр беатифікації УГКЦ, душпастир громади отець Ігор Никифорук.

## Життєпис
Народився в родині місцевого війта Олександра (Олекси) Косара (1828—1889) і Маргарити (з дому Кучми) (1835—1904). В свою чергу Олекса був сином Косара Василя (1787—1855) і Катерини Коциловської (1806—1864), яка була сестрою Коциловського Андрія, діда Перемишльського єпископа Йосафата Коциловського.
Косар Григорій ходив до школи спочатку в Сяніку, потім у Перемишлі, вчився у Львові в німецькій гімназії, потім на теології в Перемишлі і закінчив навчання в духовній греко-католицькій семінарії у Львові. Був дуже здібним, відмінником.
Одружився із дочкою урядника Собору святого Юра — Анною-Амалією Деконською (1873, Львів  — 1946, с. Лисівці, Тернопільська область).
По висвяченні отцю Григорію пропонували лишитися служити в Соборі святого Юра як сотрудник (висвячувався в Перемишлі, бо належав до Перемиської дієцезії). Але Григорій не захотів, казав, що не хоче вислуговуватися канонікам. Пішов на сотрудника до села Войткової на Сяниччині.
Сотрудником у Войткові отець Григорій довго не був, перейшов на катехиту до Сянока, де був один рік. Опісля перейшов до Львівської Єпархії, спочатку до с. Гарбузова, потім Чистопадів, Ратищ. В селі Ратищі був відпуст (місцевий церковний обряд, під час котрого масово відпускаються гріхи) на Успіння Пречистої Діви Марії. Була там чудотворна ікона Матері Божої роботи монаха костелу Братів Менших Капуцинів у Кракові Василя Зелінського (подібна до Почаївської). 1916 р. в часі Першої світової війни церкву знищено, образ пропав. Отець Григорій мав копію і по війні (1916-17 р.) віддав її до церкви в Ратищах.
Одним із цікавих епізодів історії села була боротьба з пияцтвом до Першої світової війни. Очолили його священники отець Ф. Тарнавський, отець І. Мединський, отець Григорій Косар (парох сіл Ратищі та Чистопади), вчитель Лонгин Тарнавський. У селі було створене «Товариство тверезості». В результаті їх діяльності селяни перестали відвідувати корчми і ті закрились.

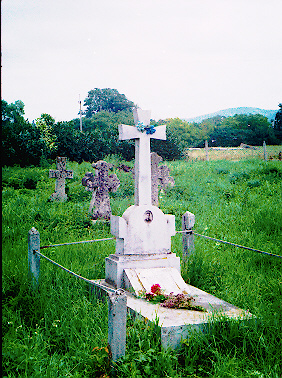
Бужок. Пам'ятник на могилі отця Григорія Косара.

З Ратищ отець Григорій пішов на завідателя до Білого Каменя, де парох отець Копач був у війську, а по році до Бужка, де теж отець Щебець був покликаний до війська на капелана-священика.
1918 року, виконуючи свій душпастирський обов'язок, сповідав смертельно хворих на «іспанку», сам заразився і помер 19 жовтня. Похований на кладовищі в с. Бужку, нині Золочівського району Львівської області, Україна (з 1919 до 1939 року село фактично входило до складу Польщі).

## Сім'я
У Григорія і Анни Косарів було 10 дітей. Старша Марія (1895—1966) була одружена з священником Василем Чижом (1889—1970), Наталія (1898—1974)  — з священником Миколою Бураком (1893—1965), Галина (1904—1960) — з священником Михайлом Панчишиним (1900—1978).
Коли отець Григорій помер, наймолодший син Антін (теж майбутній священник) мав 6 років. Тому в його вихованні і навчанні взяли активну участь Митрополит Андрей Шептицький і двоюрідний брат отця Григорія Косара — Йосафат Коциловський.